# Clan Honma
Il clan Honma (本間氏?, Honma-shi) o Homma è stato un clan giapponese che governò l'isola di Sado tra il XII ed il XVI secolo.
Honma Yoshihisa fu designato shugodai di Sado nel 1185. Governò l'isola da Sawata. Il clan diede vita a due rami, il Hamochi-Honma e il Kawaharada-Honma. Questi due rami prevalsero sul capo clan e si opposero l'un l'altro. 
Uesugi Kenshin, governatore della provincia di Echigo al tempo, risolse i conflitti in corso tra i due rami del clan. La sua morte scatenò una nuova serie di ostilità tra i due rami, ma Uesugi Kagekatsu invase Sado nel 1589, mettendo fine al governo del clan.